# Індичатина

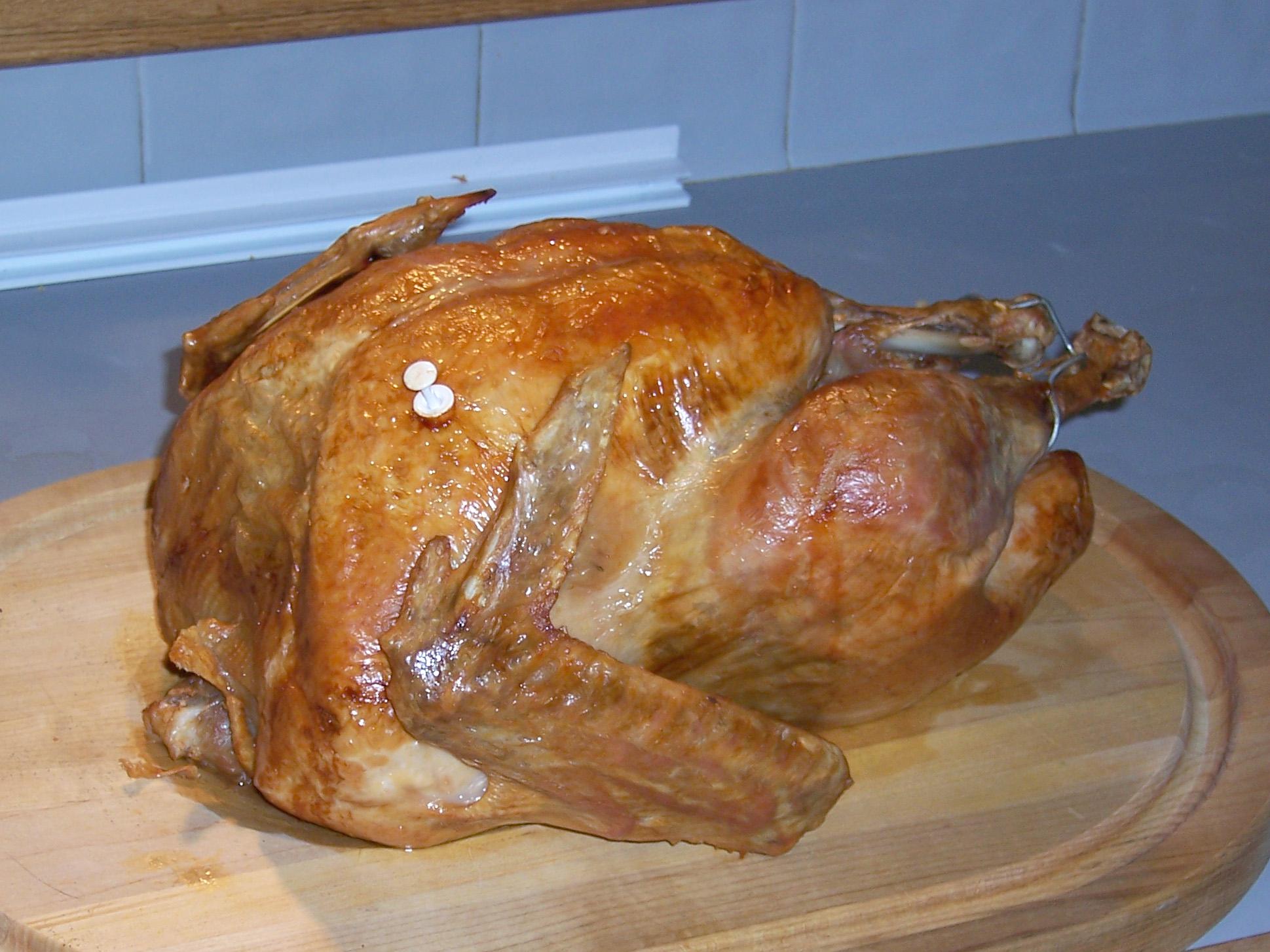
Смажена індичка, приготована до традиційного американського Дня подяки. Білий пластиковий предмет у грудці — це кухонний термометр.

Індича́тина, інди́чина — м'ясо індиків при вживанні в їжу.

## Загальний опис
Індики родом із Західної Півкулі, де вони були єдиною домашньою птицею ацтеків. Зараз мають досить широке господарське значення для людини, головним чином як джерело білка. Найвищої якості індичатину отримують в США. В Україні індики мають менше господарське значення в силу їхньої теплолюбності.
Індичатина, як і кролятина, низькокалорійна, містить мало жирів, але менш гладковолокниста за структурою. Існує кілька способів приготування індичатини: запікання, смаження, варіння.
М'ясо диких індиків, поширене, наприклад, у США, вживається як дичина, зокрема, на День подяки.
Вживається також у дитячому харчуванні.